# Myristica maingayi
Myristica maingayi là một loài thực vật thuộc họ Myristicaceae. Loài này có ở Malaysia và Singapore.